# Битка за Ричмонд
Битка за Ричмонд, позната и као Седмодневна битка (енгл. Seven Days Battles), вођена од 26. јуна до 1. јула 1862, била је значајна војна операција током Америчког грађанског рата. Очекујући напад надмоћније северњачке Армије Потомака, јужњачки генерал Роберт Ли је утврдио Ричмонд и посео га слабим снагама, а затим је са главнином Армије Северне Вирџиније прешао у напад. Војска Уније је након седмодневних борби потиснута источно и јужно од Ричмонда, али није била уништена, док су губици Јужњака били знатно већи од противничких. Међутим, обесхрабрен снажним нападима противника, заповедник Армије Потомака, генерал Џорџ Маклелан, одустао је од напада на Ричмонд и повукао се на југ.

## Позадина
Као главни град Вирџиније и политички и привредни центар Југа (Конфедерације), Ричмонд је током Америчког грађанског рата (1861-1865) био стални циљ снага Севера (Уније).
Снаге Севера под командом Џорџа Меклелена, око 92.000 људи, избиле су до краја маја 1862. у близину Ричмонда. На десној обали реке Чикахомини (енгл. Chickahominy River) распоређена су два корпуса, а на левој три; штаб Севера и главна база смештени су у Вајт Хаусу (енгл. White House), источно од Ричмонда. Да би прешао у општи напад на Ричмонд, Меклелен је чекао да се побољшају временски услови. У међувремену, генерал Роберт Ли, командант снага Југа (око 80.000 људи), повукао се ближе Ричмонду и почео утврђивати прилазе граду; није намеравао да ту прими одсудну битку, већ је желео да солидним фортификацијским објектима омогући непосредну одбрану Ричмонда релативно слабим снагама, а главним офанзивним дејством раздвоји и уништи армију Севера.

## Битка

### Микениксвил и Гејнс Мил
Део снага југа (2 дивизије) прешао је у напад 26. јуна у намери да у рејону Микениксвила (енгл. Mechanicsville) обухвати десно крило Севера и пресече му везе са базом у Вајт Хаусу. Замисао је била добра, али реализација слаба: дивизије Југа дејствовале су споро и без довољно садејства. Меклелен је повукао своје  снаге са десног крила на погодније положаје од Гејнс Мила (енгл. Gaines Mill).
Сутрадан је Ли поново прешао у напад против десног крила снага Севера: после жестоких борби, надмоћније јединице Југа (око 57.000 људи) сломиле су отпор бранилаца (око 34.000 људи), који су се, користећи се мраком, пребацили у реду на десну обалу реке Чикахомини, али је веза са базом у Вајт Хаусу била прекинута.

### Севиџ Стејшн и Глендејл
Због тога је Меклелен 28. јуна штаб и базу пребацио на југ, у Херисонс Лендинг (енгл. Harrison's Landing) на реци Џејмс. Лијев покушај да  прегруписавање Меклеленових јединица искористи за наношење одлучујућег удара, онемогућиле су јаке заштитнице Севера успешним отпором код Севиџ Стејшна (енгл. Sevage's Station) 29. јуна и Глендејла (енгл. Glendale) наредног дана.

### Молверн Хил
До 1. јула Меклелен је посео за одбрану врло погодан доминирајући плато код Молверн Хила (енгл. Malvern Hill). Ли је 1. јула покушао да дејством своје артиљерије неутралише противникову, али је надмоћнија артиљерија Севера онемогућила остварење те намере. У таквој ситуацији, Ли је одустао од напада на јаке положаје Севера. Но, заваран покретима Меклеленових истурених делова, мислио је да се јединице Севера повлаче с положаја код Молвер Хила и одлучио да изврши напад. Фронтални напад, изведен без потребне концентрације снага, разбила је артиљерија Севера, наневши јединицама Југа тешке губитке.
Снаге Севера повукле су се 2. јула на југ, у рејон Херисонс Лендинга, и почеле да се укопавају. Пошто је увидео да не може очекивати повољан исход новог напада, Ли је 3. јула наредио десеткованим и премореним јединицама да се повуку на утврђену линију код Ричмонда. Тако је његов покушај да разбије и уништи Армију Потомака дефинитивно претрпео неуспех.

## Последице
Губици Севера у овој операцији били су 1.734 погинула, 8.062 рањена и 6.053 заробљена, а Југа 3.478 погинулих, 16. 861 рањен и 875 заробљених.
Пораз корпуса на левој обали реке Чикахоминија изазвао је у штабу армија Севера велико обесхрабрење. Не верујући више да може потући Лија и заузети Ричмонд, Меклелен је одлучио да одступи до доњег тока реке Џејмс (енгл. James River), сматрајући да офанзиву може поновити само са знатним појачањима.
У Вашингтону су били другог мишљења, па су место њега за врховног команданта одредили генерала Хенри Хелека. Овај је наредио пребацивање армије морем у Еквија Крик, да би се ради поновне офанзиве према Ричмонду могла спојити с армијом генерала Поупа кога је Линколн поставио за команданта свих снага на Репехенеку (енгл. Rappahannock River) и у долини Шенандое.
Ово радикално мењање операционог плана раставило је снаге Севера у опасној мери, а Ли је умео да искористи ову слабост. Меклелен, који је смењен са дужности врховног команданта снага Севера, али је задржао команду над армијом на Потомаку, са главнином је још био на доњем Џејмсу када је Ли, закључивши да се Унионисти спремају да евакуишу полуострво Вирџинија, оставио пред Ричмондом 20.000 људи, а са 50.000 кренуо у Северну Вирџинију да би тамошњим снагама Севера задао ударац још док је Меклелен пловио морем. Ли је снаге генерала Поупа нашао на јаком положају иза реке Репехенека и, одлучивши се за широк обухват десног крила, изнудио 29. и 30. августа другу битку на Бул Рану.